# Preeya Kalidas
Preeya Kalidas (en tamil: ப்ரியா காளிதாஸ்; 21 de junio de 1980) es una actriz y cantante británica, más conocida por haber interpretado a Amira Masood en la serie EastEnders.

## Biografía
Es hija de un asesor financiero independiente y de una aeromoza; es de ascendencia india. Asistió al Sylvia Young Theatre School.
Es amiga de la actriz Charlie Brooks.
En 2009 salió con el actor Marc Elliott.

## Carrera
El 7 de mayo de 2009, se unió al elenco de la popular serie británica EastEnders, donde interpretó a la manipuladora Amira Shah-Masood hasta el 26 de abril de 2010. El 10 de octubre de 2011 regresó a la serie y se fue de nuevo el 8 de marzo de 2012. Regresó brevemente a la serie el 6 de noviembre de 2012 y se fue nuevamente el 12 de noviembre del mismo año.

## Filmografía
Series de televisión
| Año         | Título         | Papel                   | Notas                         |
| ----------- | -------------- | ----------------------- | ----------------------------- |
| 2009 - 2012 | EastEnders     | Amira Masood            | 132 episodios                 |
| 2009        | Mister Eleven  | Leanne                  | 2 episodios - miniserie       |
| 2009        | Hotel Babylon  | Aishia Chadhuri         | episodio # 4.1                |
| 2009        | Mistresses     | Carrie                  | 6 episodios                   |
| 2006        | Green Wing     | Vendedora de Periódicos | episodio # 2.7                |
| 2005        | Broken News    | Anita Ratchathani       | 5 episodios                   |
| 2004 - 2005 | Bodies         | Dra. Maya Dutta         | 7 episodios                   |
| 2003        | Bedtime        | Mumtaz                  | 2 episodios                   |
| 2001        | Casualty       | Sherilyn Tilson         | episodio "Dirty Laundry"      |
| 2001        | My Family      | Miranda                 | episodio "Trust Never Sleeps" |
| 2001        | The Bill       | Nadia                   | episodio "Over the Hill"      |
| 2000        | Doctors        | Safia Ranjit            | episodio "A Life in the Day"  |
| 1999        | Metrosexuality | Flora                   | -                             |
| 1996        | Expert Witness | Nilanthie               | episodio "The Deadly Doctor"  |

Películas
| Año  | Título                              | Personaje      | Notas                                                                                             |
| ---- | ----------------------------------- | -------------- | ------------------------------------------------------------------------------------------------- |
| 2013 | Bollywood Carmen                    | Carmen         | junto a Rakhee Thakrar, Abhay Deol, Meera Syal, David Schaal & Sofia Hayat                        |
| 2010 | It's a Wonderful Afterlife          | Karishma       | junto a Shabana Azmii, Goldy Notay, Sendhil Ramamurthy, Sanjeev Bhaskar, Mark Addy & Ray Panthaki |
| 2010 | Four Lions                          | Sofia          | junto Kayvan Novak, Nigel Lindsay, Riz Ahmed & Craig Parkinson                                    |
| 2007 | Britz                               | Shaz           | junto Manjinder Virk, Riz Ahmed, Mary Stockley & Arsher Ali                                       |
| 2006 | Désaccord Parfait                   | Periodista     | junto Charlotte Rampling, Jean Rochefort, Charles Dance & Yves Jacques                            |
| 2006 | Banglatown Banquet                  | Afshan         | junto Riz Ahmed, Shabana Azmi, Rakhee Thakrar, Gerard Horan & Ronny Jhutti                        |
| 2004 | England Expects                     | Assma          | junto a Steven Mackintosh & Nitin Ganatra                                                         |
| 2002 | Bollywood Queen                     | Geena          | junto James McAvoy, Ray Panthaki, Ciarán McMenamin, Kat Bhathena & Ian McShane                    |
| 2002 | Bend It Like Beckham                | Monica         | junto a Parminder Nagra, Keira Knightley, Anupam Kher, Shaznay Lewis & Archie Panjabi             |
| 1999 | Tube Tales (segmento "Grasshopper") | Reena          | junto Peter McNamara, Mazhar Munir & Ray Panthaki                                                 |
| 1999 | The Fiancée                         | Zabeen         | corto - junto Ed Stoppard                                                                         |
| 1999 | Virtual Sexuality                   | Charlotte      | junto Laura Fraser, Rupert Penry-Jones & Amanda Holden                                            |
| 1999 | Take 2                              | Joven          | junto Noel Clarke & Ashley Walters                                                                |
| 1999 | East Is East                        | Novia de Nazir | junto Ian Aspinall, Archie Panjabi & Jimi Mistry                                                  |
| 1999 | Sari & Trainers                     | Geena          | corto - junto Kristian Wilkin, Christopher Glover & Raj Ghatak                                    |
| 1999 | Jump Boy                            | Usha           | corto - junto Ray Panthaki, Ashish Raja, Mustafa Tahib & Freddie Annobil-Dodoo                    |

Teatro
| Año  | Obra                             | Personaje | Director (a) | Teatro              | Notas |
| ---- | -------------------------------- | --------- | ------------ | ------------------- | ----- |
| 2002 | Bombay Dreams (musical)          | Priya     | -            | -                   | -     |
| 2000 | Eye Contact                      | -         | -            | -                   | -     |
| -    | Joseph and his Amazing Dreamcoat | -         | -            | Adelphi Theatre     | -     |
| -    | Oxford St.                       | -         | -            | Royal Court Theatre | -     |

## Premios y nominaciones
| Año  | Categoría                            | Premio               | Serie      | Resultado |
| ---- | ------------------------------------ | -------------------- | ---------- | --------- |
| 2012 | Sexiest Female                       | British Soap Award   | EastEnders | Nominada  |
| 2010 | Bride and Doom (junto a Marc Elliot) | All About Soap Award | EastEnders | Nominados |
| 2010 | Sexiest Female                       | British Soap Award   | EastEnders | Nominada  |